# El Perer (la Vall de Bianya)
El Perer és un mas al veïnat de Sant Andreu de Socarrats al terme de la Vall de Bianya (la Garrotxa) catalogat a l'Inventari del Patrimoni Arquitectònic de Catalunya.

## Descripció
El mas ve citat des de més antic que l'actual edifici, dels segles XVIII-XIX. És de planta rectangular i teulat a quatre aigües. Disposa de planta baixa, pis i damunt la teulada, una llanterna o torratxa amb teulat a quatre aigües i una finestra a cada costat. A la façana nord hi ha conc arcades a la planta baixa que es corresponen amb les cinc finestretes del pis. Envolten el mas altres edificacions, com una pallissa de dos pisos i tres badius horitzontals a cada un. És de planta rectangular i teulat a quatre aigües, sostingut per bigues de fusta, llates i les teules col·locades a salt de garsa. L'era conserva els cairons originals.

## Història
El nom primitiu és "Perer", que en el segle xvi es converteix en "Parer". Era emfiteuta de Santa Maria de Besalú. El mes de novembre de 1216, Arnau de Perer firma una permuta de terres entre Berenguer de Socarrats i la seva esposa Ermessenda i Joan de Font i la seva esposa Maria. En Llorenç Parer figura com a hereu del mas des de l'any 1515. El 30 de març de 1518 compra la "batllia del sac" del priorat de Sant Joan les Fonts, a la parròquia de Socarrats, a Joan Socarrats i Soveyes, senyor útil del mas Socarrats. L'any 1626 era senyor útil d'aquesta casa Benet Parer, qui ven a Joan Pau socarrats mitja quartera de terra anomenada "La coromina", salvant el domini directe pel cambrer de Sant Pere de Camprodon.